# Meglio che niente
Meglio che niente è un singolo scritto ed interpretato dal cantautore romano Pino Marino contenuto nell'album di esordio Dispari.
Il brano è stato cantato insieme a Fabrizio Bentivoglio.